# Phospholipase A1

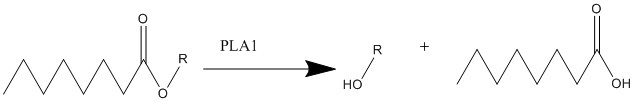
Phospholipase A1 tách phospholipid ở vị trí SN1 tạo thành lysophospholipid và axit béo.

Phospholipase A1 được mã hóa bởi gen PLA1A là enzyme phospholipase loại bỏ nhóm 1-acyl. Phospholipase A1 là một loại enzyme nằm trong một nhóm enzyme gọi là phospholipase, có chức năng thủy phân phospholipid thành axit béo. Có tất cả bốn lớp, được phân tách bằng loại phản ứng mà enzyme xúc tác. Cụ thể, phospholipase A1 (PLA1) xúc tác sự phân cắt ở vị trí SN-1 của phospholipid, tạo thành axit béo và lysophospholipid.

## Chức năng
PLA1 có mặt ở nhiều loài, trong đó có ở con người. Enzyme có nhiều chức năng tế bào: điều hòa và tạo điều kiện cho việc sản xuất các chất trung gian lysophospholipid, hoạt động như các enzyme tiêu hóa. Những enzyme này chịu trách nhiệm cho việc tăng tốc độ quay vòng các quá trình của phospholipids trong tế bào. Thêm vào đó, PLA1 xúc tác, tạo ra các sản phẩm phản ứng (axit béo và lysophospholipid) rất quan trọng trong các chức năng sinh học khác nhau (kết tập tiểu cầu và thực hiện co các cơ trơn). Ngoài ra, lysophospholipids có thể được tìm thấy như chất hoạt động bề mặt trong kỹ thuật thực phẩm và mỹ phẩm, và có thể được sử dụng trong phân phối thuốc. Vì PLA1 được tìm thấy ở nhiều loài, người ta đã phát hiện ra rằng có nhiều loại khác nhau dựa trên sinh vật được nghiên cứu.

## Loài và phân bố mô
Có nhiều biến thể của PLA1, các biến thể này khác nhau một chút giữa mỗi sinh vật mà nó hiện diện. Đáng chú ý, enzyme được tìm thấy trong các tế bào động vật có vú như huyết tương của gan chuột và não bò, và cũng có thể được tìm thấy trong ký sinh trùng metazoan, ký sinh trùng protozoan và nọc rắn.

## Tính đặc trưng của chất nền
PLA1 thủy phân chất nền không chứa ion ưu tiên hơn chất nền chưa ion. Điều kiện pH tối ưu cho hoạt động PLA1 trên phospholipid trung tính là khoảng 7,5, trong khi điều kiện tối ưu cho hoạt động PLA1 trên phospholipid có tính axit là khoảng 4.

## Kết cấu
PLA1 là một monome chứa chuỗi sau: Gly-X-Ser-X-Gly, trong đó X đại diện cho bất kỳ amino acid nào khác. Serine được coi là vị trí hoạt động trong enzyme. PLA1 chứa một bộ ba xúc tác Ser-Asp-His, với nhiều dư lượng cystein cần thiết cho sự hình thành liên kết disulfide. Dư lượng cystein chịu trách nhiệm cho các cấu trúc quan trọng như miền nắp (lid domain) và miền B9, cả hai đều là các vòng lặp bề mặt liên kết lipid. Hai vòng lặp này có thể khác nhau giữa các PLA1. Ví dụ, enzyme PLA1 có miền nắp dài hơn (22-23 amino acid) và miền B9 dài hơn (18-19 amino acid) tạo thành PLA1 ngoại bào biểu hiện hoạt động enzyme triacylglycerol hydrolase. Ngược lại, một enzyme PLA1 được coi là chọn lọc hơn sẽ có nắp ngắn hơn (7-12 amino acid) và miền B9 ngắn hơn (12-13 amino acid).